# Matteya ben Heresh
Matteya ben Heresh o Mattia  (ebraico: מתיא בן חרש) (Giudea, II secolo – ...) è stato un rabbino ebreo antico, saggio Tanna della 3ª generazione (110 - 135 e.v.),.
Nato in Giudea ma residente a Roma, fu probabilmente un allievo di Rabbi Ishmael e certamente contemporaneo e amico del suo studente Rabbi Jonathan.
Dopo la sua ordinazione a rabbino, si trasferì a Roma. forse per evitare le persecuzioni dell'imperatore Adriano. Lì fondò una scuola e un tribunale ebraico che presto divenne famoso. Sue sentenze halakhiche sono state conservate, che dimostrano il suo desiderio di rendere le leggi dello Shabbat meno rigorose, almeno per quanto concerneva i malati. Sembra comunque che si sia dedicato principalmente all'Aggadah; si conoscono un certo numero di sue sentenze omiletiche, specialmente sul Libro dell'Esodo. Ha delle massime sul Pirkei Avot: "Incontra ogni persona con un saluto amichevole; sii in coda tra i leoni, piuttosto che in testa tra le volpi" (iv. 15). Viene associato a studiosi della Giudea che visitarono Roma e vi cercarono istruttori  — tra cui Rabbi Shimon bar Yohai e Rabbi Eleazar ben Jose, per esempio. Una tarda legenda del Midrash Abkir lo rappresenta come vittorioso in un contesto con Satana, dove gli resistette nonostante le tentazioni che gli pose innanzi.